# اوالد تیپنر
اوالد تیپنر (استونیایی: Evald Tipner; ۱۳ مارس ۱۹۰۶ – ۱۸ ژوئیهٔ ۱۹۴۷) بازیکن فوتبال اهل استونی بود.
وی به همراه تیم ملی فوتبال استونی در بازی‌های المپیک تابستانی ۱۹۲۴ شرکت کرده است.